# 1078

## Evenimente
- 7 ianuarie: Nikephor Botanniates este aclamat ca împărat al Bizanțului de către trupele sale Asia Mică.
- 3 martie: Robert Guiscard, care continuă asediul asupra orașului Benevento, este excomunicat de către papa Grigore al VII-lea, odată cu alți baroni normanzi.
- 23 martie: Susținătorii lui Nikephor Botanniates organizează un complot la Constantinopol, împotriva împăratului Mihail al VII-lea.
- 2 aprilie: Nikephor Botaniates își face intrarea în Constantinopol și este încoronat ca împărat în ziua următoare, sub numele de Nikephor al III-lea, menținându-se pe tron cu sprijinul lui Alexios Comnen; Mihail al VII-lea Dukas se retrage de pe tron și îmbrățișează cariera clericală, devenind episcop de Efes.
- 5 aprilie: La moartea tatălui său, Richard de Aversa, noul conte Iordan I renunță la asedierea orașului Napoli și se reconciliază cu papa Grigore al VII-lea.
- 7 august: Bătălia de la Mellrichstadt, dintre împăratul Henric al IV-lea și competitorul său, Rudolf de Suabia, încheiată nedecis.
- 3 octombrie: Bătălia de la Nezhatina Niva (astăzi, Nijyn), în care Iziaslav I, cneazul Kievului, este ucis de către nepotul său, cneazul Oleg Sviatoslavici de Chernigov.

### Nedatate
- aprilie: Iordan I încurajează declanșarea unei revolte în Apulia împotriva lui Robert Guiscard; Didier, abate de Montecassino, negociază încheierea unei păci între cei doi conducători normanzi.

- noiembrie: Al cincilea conciliu de la Roma: papa Grigore al VII-lea, aflat în bune relații cu Mihail al VII-lea Dukas, îl excomunică pe noul împărat de la Constantinopol, Nikephor Botanniates.
- decembrie: Guillaume I de Normandia îl asediază la Gerberoy pe fiul său, Robert Courteheuse, care se revoltase împotriva sa la instigările regelui Filip I al Franței.
- Emirul almoravid Yusuf ibn Tashfin începe asediul asupra Ceutei.
- Generalul Alexios Comnen îl înfrânge pe uzurpatorul Nikephor Bryennus în confruntarea de la Kalavrya, în Tracia, având suportul a trei contingente de turci, trimise de către sultanul selgiucid Soliman.
- Generalul bizantin Alexios Comnen și mercenarul normand Roussel de Bailleul, în numele împăratului Mihail Dukas, obțin victoria asupra pretendentului Ioan Bryennos.
- Hugue, duce de Burgundia, intervine în sprijinul creștinilor din Spania.
- Începând din acest an, se înregistrează o puternică dezvoltare a industriei fierului în China dinastiei Song.
- Începe construcția Turnului Londrei, o fortăreață regală situată pe malul fluviului Tamisa.
- Nikephor Basilakios, proclamat împărat la Salonic, este la rândul său înfrânt de Alexios Comnen, în lupta de pe râul Vardar, după care este luat prizonier și trimis la Constantinopol, unde este orbit; Alexios este primit în triumf în capitală și obține titlul de sebastos de la împăratul Nikephor Botanniates.
- Revoltă a aristocrației din Polonia, la instigările împăratului german Henric al IV-lea.
- Se întemeiază regatul armean din Cilicia (dată aproximativă).
- Sultanul selgiucid, Soliman ibn Kutulmuș, cucerește Niceea de la bizantini; stăpânind malurile Propontidei (Dardanele) și Bosforului, Soliman fondează dinastia selgiucidă de Rum, amenințând direct Constantinopolul; turcii devin o masă de manevră pentru toți pretendenții la tronul Bizanțului: Nikephor Bryennos îi trimite pe malul european, iar în Asia Nikephor Melissenos le acordă acces liber prin provinciile Galatia și Frigia.
- Turkmenul Atsiz, amenințat de către fatimizi în Damasc, apelează la sprijinul suzeranului său, sultanul selgiucid Malik Șah I, care îl trimite în ajutor pe fratele său, Tutush; acesta din urmă îl asasinează pe Atsiz și stabilește dominația selgiucidă directă asupra Siriei, proclamându-se sultan de Damasc, după care ocupă Ierusalim, Jaffa și Saida.

## Arte, științe, literatură și filozofie
- 25 august: Anselm de Aosta (viitorul episcop de Canterbury) devine stareț al abației din Bec, în Normandia.
- Încep lucrările la construcția bisericii din Santiago de Compostella, din Galicia (Spania), realizată în stil romanic.

## Înscăunări
- 3 aprilie: Nikephor al III-lea Botanniates, împărat bizantin (1078-1081).
- 5 aprilie: Iordan I, conte normand de Aversa.
- 3 octombrie: Vsevolod I, cneaz de Kiev (1078-1093).

## Nașteri
- Abd al-Kadir al-Djilani, mistic persan (d. 1166)
- Alexandru I, rege al Scoției (d. 1124)
- Ibn Kuzman, poet arab din Cordoba (d. 1160)

## Decese
- 5 aprilie: Richard de Aversa, conte normand (n. ?)
- 9 iulie: Petru I, conte de Savoia (n. 1048)
- 3 octombrie: Iziaslav I, cneaz de Kiev (n. 1024)
- 11 noiembrie: Udo de Nellenburg, arhiepiscop de Trier (n. ?)

- Atsiz, conducător turkmen (n. ?)
- Mihail Psellos, filosof, poet și om politic bizantin (n. 1018)
- Rhys ab Owain, rege de Deheubarth în Țara Galilor (n. ?)
- Roussel de Bailleul (aka Roscelin, Roskelin), mercenar normand (n. ?)